# Hicksville (album)
A Hicksville a Celtic Cross zenekar 1998-as albuma.

## Számok
1. Hicksville  – 7:35
  - Featuring Matt Coldrick from Green Nuns Of The Revolution
2. Stargate Avalon  – 1:32
3. Jade Garden  – 7:38
4. Shwazz  – 8:59
5. Fifth Level  – 4:36
6. Khatmandu  – 7:43
7. Mundis Imaginalus  – 7:50
8. Louden  – 3:22
9. Darshannon  – 6:10
  - Featuring Chester, half of the duo "Baba G" with Hallucinogen